# Solstice de décembre
| Année | Équinoxe de mars | Équinoxe de mars | Solstice de juin | Solstice de juin | Équinoxe de sept. | Équinoxe de sept. | Solstice de déc. | Solstice de déc. |
| Année | jour             | heure            | jour             | heure            | jour              | heure             | jour             | heure            |
| ----- | ---------------- | ---------------- | ---------------- | ---------------- | ----------------- | ----------------- | ---------------- | ---------------- |
| 2001  | 20               | 13:30:44         | 21               | 07:37:45         | 22                | 23:04:30          | 21               | 19:21:31         |
| 2002  | 20               | 19:16:10         | 21               | 13:24:26         | 23                | 04:55:25          | 22               | 01:14:23         |
| 2003  | 21               | 00:59:47         | 21               | 19:10:29         | 23                | 10:46:50          | 22               | 07:03:50         |
| 2004  | 20               | 06:48:39         | 21               | 00:56:54         | 22                | 16:29:51          | 21               | 12:41:38         |
| 2005  | 20               | 12:33:26         | 21               | 06:46:09         | 22                | 22:23:11          | 21               | 18:34:58         |
| 2006  | 20               | 18:25:35         | 21               | 12:25:52         | 23                | 04:03:23          | 22               | 00:22:07         |
| 2007  | 21               | 00:07:26         | 21               | 18:06:27         | 23                | 09:51:15          | 22               | 06:07:50         |
| 2008  | 20               | 05:48:19         | 20               | 23:59:23         | 22                | 15:44:30          | 21               | 12:03:47         |
| 2009  | 20               | 11:43:39         | 21               | 05:45:32         | 22                | 21:18:36          | 21               | 17:46:48         |
| 2010  | 20               | 17:32:13         | 21               | 11:28:25         | 23                | 03:09:02          | 21               | 23:38:28         |
| 2011  | 20               | 23:20:44         | 21               | 17:16:30         | 23                | 09:04:38          | 22               | 05:30:03         |
| 2012  | 20               | 05:14:25         | 20               | 23:08:49         | 22                | 14:48:59          | 21               | 11:11:37         |
| 2013  | 20               | 11:01:55         | 21               | 05:03:57         | 22                | 20:44:08          | 21               | 17:11:00         |
| 2014  | 20               | 16:57:05         | 21               | 10:51:14         | 23                | 02:29:05          | 21               | 23:03:01         |
| 2015  | 20               | 22:45:09         | 21               | 16:37:55         | 23                | 08:20:33          | 22               | 04:47:57         |
| 2016  | 20               | 04:30:11         | 20               | 22:34:11         | 22                | 14:21:07          | 21               | 10:44:10         |
| 2017  | 20               | 10:28:38         | 21               | 04:24:09         | 22                | 20:01:48          | 21               | 16:27:57         |
| 2018  | 20               | 16:15:27         | 21               | 10:07:18         | 23                | 01:54:05          | 21               | 22:22:44         |
| 2019  | 20               | 21:58:25         | 21               | 15:54:14         | 23                | 07:50:10          | 22               | 04:19:25         |
| 2020  | 20               | 03:49:36         | 20               | 21:43:40         | 22                | 13:30:38          | 21               | 10:02:19         |
| 2021  | 20               | 09:37:27         | 21               | 03:32:08         | 22                | 19:21:03          | 21               | 15:59:16         |
| 2022  | 20               | 15:33:23         | 21               | 09:13:49         | 23                | 01:03:40          | 21               | 21:48:10         |
| 2023  | 20               | 21:24:24         | 21               | 14:57:47         | 23                | 06:49:56          | 22               | 03:27:19         |
| 2024  | 20               | 03:06:21         | 20               | 20:50:56         | 22                | 12:43:36          | 21               | 09:20:30         |
| 2025  | 20               | 09:01:25         | 21               | 02:42:11         | 22                | 18:19:16          | 21               | 15:03:01         |
| 2026  | 20               | 14:45:57         | 21               | 08:24:30         | 23                | 00:05:13          | 21               | 20:50:14         |
| 2027  | 20               | 20:24:41         | 21               | 14:10:50         | 23                | 06:01:43          | 22               | 02:42:10         |
| 2028  | 20               | 02:17:08         | 20               | 20:02:00         | 22                | 11:45:18          | 21               | 08:19:40         |
| 2029  | 20               | 08:01:59         | 21               | 01:48:18         | 22                | 17:38:30          | 21               | 14:14:06         |
| 2030  | 20               | 13:52:06         | 21               | 07:31:19         | 22                | 23:26:53          | 21               | 20:09:38         |

Le solstice de décembre est le solstice sur Terre qui se produit chaque année généralement le 21 décembre, mais peut varier d'un jour dans les deux sens selon le calendrier grégorien ; soit entre le 20 et le 22 décembre. Dans l'hémisphère nord, le solstice de décembre est le solstice d'hiver (le jour avec la période d'ensoleillement la plus courte), tandis que dans l'hémisphère sud, c'est le solstice d'été (le jour avec la période d'ensoleillement la plus longue).
Il est également connu sous le nom de solstice austral, car le Soleil est alors au zénith du tropique du Capricorne.

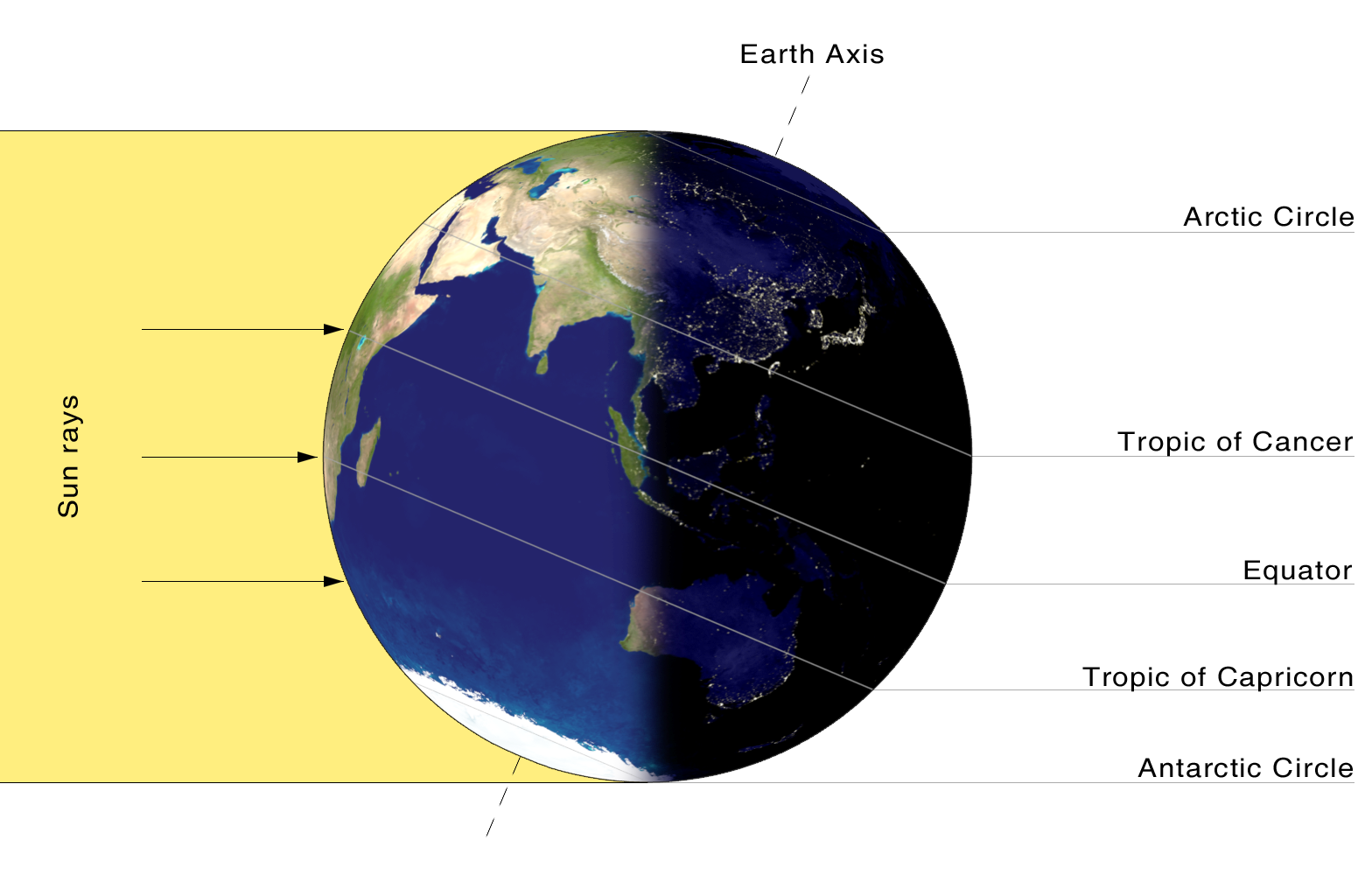
Illumination de la Terre par le Soleil le jour du solstice de décembre.

## Année solaire
L'année solaire du solstice de décembre est l'année solaire basée spécifiquement sur ce solstice. Il s'agit donc de la durée moyennée entre les solstices de décembre adjacents.
La durée de l'année associée à ce solstice est restée relativement stable entre 6000 av. J.-C. et l'an 2000, de l'ordre de 49 minutes 30 secondes à 50 minutes en plus de 365 jours 5 heures. C'est plus long que l'année moyenne du calendrier grégorien, qui présente lui, un excédent de temps de 49 minutes et 12 secondes. Depuis 2000, il devient de plus en plus court. En 4000, le temps excédentaire ne sera plus que de 48 minutes 52 secondes et, en 10 000, de 46 minutes 45 secondes.

## Durées du jour lors du solstice de décembre
Les tableaux suivants contiennent des informations sur la durée du jour du 22 décembre, proche du solstice d’hiver de l’hémisphère nord et du solstice d’été de l’hémisphère sud. Les données ont été collectées sur le site web de l’Institut météorologique finlandais le 22 décembre 2015, ainsi que sur certains autres sites web,,,,,,.
Les données sont classées par aires géographiques et, dans ces tableaux, jour le plus court au jour le plus long.
| Les pays nordiques, la Russie, et les pays baltes |                              |                                |               |
| Ville                                             | Lever du Soleil 21 déc. 2022 | Coucher du Soleil 21 déc. 2022 | Durée du jour |
| Mourmansk                                         | —                            | —                              | 0 min         |
| Apatity                                           | —                            | —                              | 0 min         |
| Bodø                                              | 11:35                        | 12:24                          | 49 min        |
| Rovaniemi                                         | 11:07                        | 13:22                          | 2 h 15 min    |
| Luleå                                             | 9:54                         | 13:03                          | 3 h 9 min     |
| Reykjavík                                         | 11:21                        | 15:29                          | 4 h 8 min     |
| Trondheim                                         | 10:01                        | 14:31                          | 4 h 30 min    |
| Tórshavn                                          | 9:50                         | 14:59                          | 5 h 9 min     |
| Helsinki                                          | 9:23                         | 15:12                          | 5 h 49 min    |
| Oslo                                              | 9:17                         | 15:11                          | 5 h 54 min    |
| Tallinn                                           | 9:17                         | 15:20                          | 6 h 3 min     |
| Stockholm                                         | 8:43                         | 14:47                          | 6 h 4 min     |
| Riga                                              | 8:59                         | 15:43                          | 6 h 44 min    |
| Copenhague                                        | 8:36                         | 15:38                          | 7 h 2 min     |
| Vilnius                                           | 8:39                         | 15:53                          | 7 h 14 min    |

| Europe            |                              |                                |               |
| Ville             | Lever du Soleil 22 déc. 2015 | Coucher du Soleil 22 déc. 2015 | Durée du jour |
| Saint-Pétersbourg | 10:00                        | 15:53                          | 5 h 53 min    |
| Édimbourg         | 8:42                         | 15:40                          | 6 h 57 min    |
| Moscou            | 8:57                         | 15:58                          | 7 h 00 min    |
| Berlin            | 8:15                         | 15:54                          | 7 h 39 min    |
| Varsovie          | 7:43                         | 15:25                          | 7 h 42 min    |
| Londres           | 8:04                         | 15:53                          | 7 h 49 min    |
| Kyiv              | 7:56                         | 15:56                          | 8 h 00 min    |
| Paris             | 8:41                         | 16:56                          | 8 h 14 min    |
| Vienne            | 7:42                         | 16:03                          | 8 h 20 min    |
| Budapest          | 7:28                         | 15:55                          | 8 h 26 min    |
| Rome              | 7:34                         | 16:42                          | 9 h 07 min    |
| Madrid            | 8:34                         | 17:51                          | 9 h 17 min    |
| Lisbonne          | 7:51                         | 17:18                          | 9 h 27 min    |
| Athènes           | 7:37                         | 17:09                          | 9 h 31 min    |

| Afrique       |                              |                                |               |
| Ville         | Lever du Soleil 22 déc. 2015 | Coucher du Soleil 22 déc. 2015 | Durée du jour |
| Le Caire      | 6:47                         | 16:59                          | 10 h 12 min   |
| Tenerife      | 7:53                         | 18:13                          | 10 h 19 min   |
| Dakar         | 7:30                         | 18:46                          | 11 h 15 min   |
| Addis Ababa   | 6:35                         | 18:11                          | 11 h 36 min   |
| Nairobi       | 6:25                         | 18:37                          | 12 h 11 min   |
| Kinshasa      | 5:45                         | 18:08                          | 12 h 22 min   |
| Dar es Salaam | 6:05                         | 18:36                          | 12 h 31 min   |
| Luanda        | 5:46                         | 18:24                          | 12 h 38 min   |
| Antananarivo  | 5:10                         | 18:26                          | 13 h 16 min   |
| Windhoek      | 6:04                         | 19:35                          | 13 h 31 min   |
| Johannesbourg | 5:12                         | 18:59                          | 13 h 47 min   |
| Cape Town     | 5:32                         | 19:57                          | 14 h 25 min   |

| Moyen-orient |                              |                                |               |
| Ville        | Lever du Soleil 22 déc. 2015 | Coucher du Soleil 22 déc. 2015 | Durée du jour |
| Téhéran      | 7:10                         | 16:55                          | 9 h 44 min    |
| Beyrout      | 6:39                         | 16:33                          | 9 h 54 min    |
| Bagdad       | 7:02                         | 16:59                          | 9 h 57 min    |
| Jérusalem    | 6:35                         | 16:39                          | 10 h 04 min   |
| Manama       | 6:21                         | 16:51                          | 10 h 30 min   |
| Doha         | 6:15                         | 16:49                          | 10 h 34 min   |
| Doubaï       | 7:00                         | 17:34                          | 10 h 34 min   |
| Riyad        | 6:32                         | 17:10                          | 10 h 37 min   |
| Mascate      | 6:43                         | 17:23                          | 10 h 41 min   |
| Sanaa        | 6:25                         | 17:38                          | 11 h 13 min   |

| Amériques        |                              |                                |               |
| Ville            | Lever du Soleil 22 déc. 2015 | Coucher du Soleil 22 déc. 2015 | Durée du jour |
| Inuvik           | —                            | —                              | 0 h           |
| Fairbanks        | 10:58                        | 14:40                          | 3 h 41 min    |
| Nuuk             | 10:22                        | 14:28                          | 4 h 06 min    |
| Anchorage        | 10:14                        | 15:42                          | 5 h 27 min    |
| Edmonton         | 8:48                         | 16:15                          | 7 h 27 min    |
| Vancouver        | 8:05                         | 16:16                          | 8 h 11 min    |
| Seattle          | 7:55                         | 16:20                          | 8 h 25 min    |
| Ottawa           | 7:39                         | 16:22                          | 8 h 42 min    |
| Toronto          | 7:48                         | 16:43                          | 8 h 55 min    |
| New York         | 7:16                         | 16:32                          | 9 h 15 min    |
| Washington, D.C. | 7:23                         | 16:49                          | 9 h 26 min    |
| Los Angeles      | 6:55                         | 16:48                          | 9 h 53 min    |
| Dallas           | 7:25                         | 17:25                          | 9 h 59 min    |
| Miami            | 7:03                         | 17:35                          | 10 h 31 min   |
| Honolulu         | 7:04                         | 17:55                          | 10 h 50 min   |
| Mexico           | 7:06                         | 18:03                          | 10 h 57 min   |
| Managua          | 6:01                         | 17:26                          | 11 h 24 min   |
| Bogotá           | 5:59                         | 17:50                          | 11 h 51 min   |
| Quito            | 6:08                         | 18:16                          | 12 h 08 min   |
| Recife           | 5:00                         | 17:35                          | 12 h 35 min   |
| Lima             | 5:41                         | 18:31                          | 12 h 50 min   |
| La Paz           | 5:57                         | 19:04                          | 13 h 06 min   |
| Rio de Janeiro   | 6:04                         | 19:37                          | 13 h 33 min   |
| São Paulo        | 6:17                         | 19:52                          | 13 h 35 min   |
| Salt Lake City   | 7:48                         | 17:03                          | 9 h 14 min    |
| Porto Alegre     | 6:20                         | 20:25                          | 14 h 05 min   |
| Santiago         | 6:29                         | 20:52                          | 14 h 22 min   |
| Buenos Aires     | 5:37                         | 20:06                          | 14 h 28 min   |
| Ushuaïa          | 4:51                         | 22:11                          | 17 h 19 min   |

| ’’’Asie-Pacifique’’’ |                              |                                |               |
| Ville                | Lever du Soleil 22 déc. 2015 | Coucher du Soleil 22 déc. 2015 | Durée du jour |
| Magadan              | 8:54                         | 14:55                          | 6 h 00 min    |
| Petropavlovsk        | 9:36                         | 17:10                          | 7 h 33 min    |
| Khabarovsk           | 8:48                         | 17:07                          | 8 h 18 min    |
| Oulan-Bator          | 8:39                         | 17:02                          | 8 h 22 min    |
| Vladivostok          | 8:40                         | 17:40                          | 8 h 59 min    |
| Pékin                | 7:32                         | 16:52                          | 9 h 20 min    |
| Séoul                | 7:44                         | 17:17                          | 9 h 34 min    |
| Tokyo                | 6:47                         | 16:31                          | 9 h 44 min    |
| Shanghaï             | 6:48                         | 16:55                          | 10 h 07 min   |
| Lhassa               | 8:46                         | 19:01                          | 10 h 14 min   |
| Delhi                | 7:09                         | 17:28                          | 10 h 19 min   |
| Hong Kong            | 6:58                         | 17:44                          | 10 h 46 min   |
| Manille              | 6:16                         | 17:32                          | 11 h 15 min   |
| Bangkok              | 6:36                         | 17:55                          | 11 h 19 min   |
| Singapour            | 7:01                         | 19:04                          | 12 h 03 min   |
| Jakarta              | 5:36                         | 18:05                          | 12 h 28 min   |
| Denpasar             | 5:58                         | 18:36                          | 12 h 37 min   |
| Darwin               | 6:19                         | 19:10                          | 12 h 51 min   |
| Papeete              | 5:21                         | 18:32                          | 13 h 10 min   |
| Brisbane             | 4:49                         | 18:42                          | 13 h 52 min   |
| Perth                | 5:07                         | 19:22                          | 14 h 14 min   |
| Sydney               | 5:41                         | 20:05                          | 14 h 24 min   |
| Auckland             | 5:58                         | 20:39                          | 14 h 41 min   |
| Melbourne            | 5:54                         | 20:42                          | 14 h 47 min   |
| Dunedin              | 5:43                         | 21:28                          | 15 h 44 min   |
| Invercargill         | 5:50                         | 21:39                          | 15 h 48 min   |

### Astronomie
- Équinoxe de mars
- Solstice de juin
- Équinoxe de septembre

#### Fêtes
- Midtvintersblot, fête du milieu de l'hiver en Scandinavie
- Saturnales, ancienne fête romaine
- Shab-e Yalda, fête persane
- Dongzhi, fête du solstice d'hiver en Chine